# Elder (constructor)
 Elder  va ser un constructor estatunidenc de cotxes de competició.
Elder va competir a 1 sola cursa del campionat del món de la Fórmula 1 la temporada 1959.
Va disputar només la cursa del Gran Premi d'Indianapolis 500, no tornant a competir al món de la F1.

## Resultats a la F1
| Temporada | Pilot        | Graella | Classificació | Punts | Retirada    | Resultats |
| --------- | ------------ | ------- | ------------- | ----- | ----------- | --------- |
| 1959      | Ray Crawford | 32      | 23            |       | Transmissió | Resultats |